# Struck (Krankheit)
Struck (Syn. Clostridium-perfringens-Typ-C-Enterotoxämie der Schafe) ist eine bei Schafen auftretende Erkrankung. Ausgelöst wird sie durch das Bakterium Clostridium perfringens, Sero-Typ C. Betroffen sind vor allem junge erwachsene Tiere im Alter zwischen 1 und 2 Jahren. Struck verläuft häufig perakut, das heißt, die Tiere versterben ohne vorherige klinische Symptome. Bei weniger fulminantem Verlauf kommt es zum Festliegen, zu Koliken und zu einer Benommenheit.
Pathologisch-anatomisch zeigt sich eine hämorrhagisch-nekrotisierende Darmentzündung (Enteritis). Die Diagnose wird durch Nachweis des Typ-C-Enterotoxins gestellt. Eine Behandlung ist aufgrund des perakuten Verlaufs in der Regel nicht möglich. Vorbeugend können Tiere gegen die Krankheit mit einer Clostridien-Vakzine geimpft werden.
Clostridium perfringens Typ B verursacht die Lämmerdysenterie (Lämmerruhr), die vor allem bei Sauglämmern auftritt, Clostridium perfringens Typ D bei Lämmern die Breinierenkrankheit.